# 윈도우 CE
윈도우 임베디드 컴팩트(Windows Embedded Compact, 과거 명칭: 윈도우 CE 또는 Windows CE)는 소형 컴퓨터나 PDA 등에 사용되는 마이크로소프트 윈도우 전용 커널로, 도스 계열인 윈도우 3.11을 기반으로 완전히 새롭게 만든 제품이다. 인텔 X86 및 호환 제품, MIPS, ARM, 히타치 SuperH 프로세서를 지원한다. 윈도우 10 IoT Core 제품이 라즈베리 파이와 같은 마이크로프로세서 제품에 설치할 수 있도록 배포되었지만 윈도우 CE가 윈도우 10 IoT Core로 전환되는 것인지는 알려지지 않았다.

## 기능

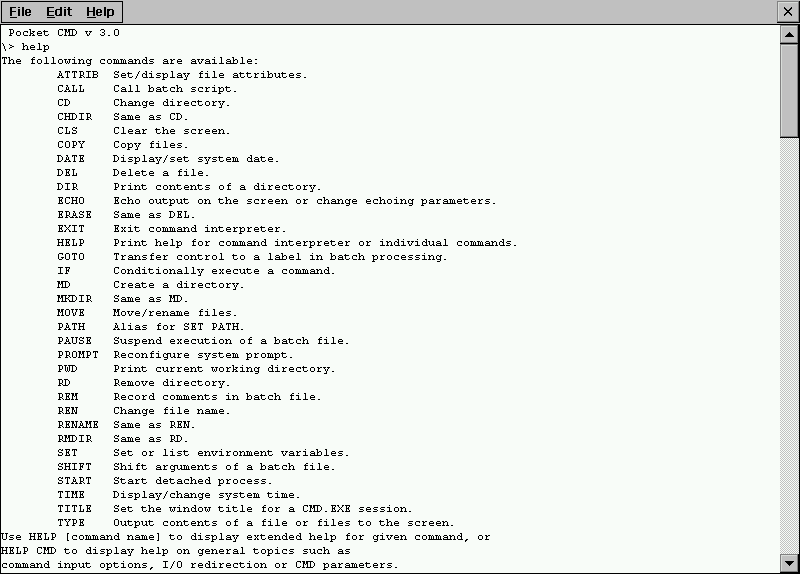
윈도우 CE 3.0의 포켓 CMD (cmd.exe)

윈도우 CE는 저장 공간이 충분하지 않은, 이를테면 개인용 정보 단말기나 모바일 장치등에 최적화되어 있다. 윈도우 CE 커널 자체만으로는 1 메가바이트 이하의 메모리에서도 동작이 가능하도록 설계되어 있다. 장치들은 디스크 저장 장치를 사용하지 않고 설정할 수 있으며, 사용자가 추가하지 못하도록 만들 수도 있다. 윈도우 CE는 실시간 운영 체제를 표방하고 있으며 256단계의 우선순위 정도를 가지고 있다. 유닉스 계열 운영 체제와는 달리 실행 파일의 기초 단위는 스레드이다.
마이크로소프트는 "CE"에 어떠한 뜻도 없다고 밝혔다. 하지만 대부분 사람들은 "Consumer Electronics" 혹은 "Compact Edition"의 약자라고 생각한다. 마이크로소프트는 윈도우 CE 디자인 목표 중 "Compact, Connectable, Compatible, Companion"을 암시한다고 하지만 절대로 특정 단어의 약자는 아니라고 밝혔다. 코드명 페가수스로 알려진 첫 번째 버전은 윈도우와 비슷한 인터페이스를 채용했고, 마이크로소프트의 인기 있는 프로그램(MS Word, Excel 등)들이 이식되었다.
윈도우 CE는 초기에 PDA의 운영 체제로 주로 사용되었지만 AutoPC, 스마트폰 등의 기기에도 사용되었다. 어떤 윈도우 CE 버전은 세가의 드림캐스트에서 작동하고, 엑스박스 360 게임기에서 동작하는 버전도 있다.
많은 마이크로소프트 제품들과 달리 윈도우 CE는 원시 코드 형태로 제공된다. 따라서 윈도우 CE는 제조사의 설정에 맞게 디자인하거나 커스텀마이징이 가능하다. 우선 여러 하드웨어 업체들에게 소스 코드가 제공되어서 그들의 장치에 이식할 수 있도록 한다. 이를 기반으로, 윈도우 CE 운영 체제 이미지 작성 및 사용자 정의 도구인 플랫폼 빌더(Platform Builder) 같은 제품이 소스 코드를 포함한 형태로 공개된다. 하지만 이 과정은 상당히 복잡하고 문서화되지 않았다는 점에서 비판을 받고 있다.
윈도우 CE는 4.2 버전까지는 출시 이름 뒤에 .NET 이 붙었으나, 5.0 이후로는 윈도우 임베디드 (CE/Compact)로 명칭이 변경되었다.
현재 윈도우 CE는 8.0까지 출시된 상황이다. 윈도우 폰 7의 커널에도 사용될 7 버전에서는 CE라는 이름은 더 이상 사용되지 않고, 윈도우 CE의 주요 시장인 Embedded에 맞춰 윈도우 임베디드 콤팩트(Windows Embedded Compact)로 변경되었다.

## 출시 역사
| 버전 | 변경 사항 |
| ---- | --- |
| 1.0  | 1996년 11월 18일 출시. 코드명 페가수스(Pegasus) - 기기 명이 HPC(handheld PC)로 이름 붙여짐. |
| 2.0  | 1997년 9월 29일 출시. 코드명 엘더(Aldar) - 256 컬러 또는 16 gray 흑백 화면의 지원 - 최대 640x240 해상도의 화면까지 지원 - 기기 명이 PPC(Palm-Sized PC)로 이름 붙어짐. - Pocket PowerPoint를 기본 탑재 - Pocket Outlook의 동기화 성능 향상 - TrueType 폰트의 지원 - Print 기능의 지원 - 2.0의 버그를 수정하여 코드명 버크(birch) 인 2.1x가 출시되었다. - 2.11과 2.12차이는 CPU지원이다. |
| 3.0  | 2000년 6월 15일 출시. 코드명 세더(cedar) - Pocket PC 2002를 토대로 제작됨 - 커널기능 향상 - 스레드 우선을 256단계로 확대 - 다음과 같은 버전이 있음 - eMbedded - HPC 2000-업무형이라 엑셀,엑세스,워드,파워포인트 포함. - PPC 2000 |
| 4.x  | 2002년 1월 7일에 출시. 코드명 테일스커(Talisker) - 인터넷 익스플로러 5.5 채택 - 윈도우 미디어 플레이어 8.5내장 - MSN 인스턴트 메신저 내장 - 3.0보다 더 나아진 전력관리 - 신형 CPU (인텔 PXA시리즈와 같은 ARMV4i혹은 그 이상급)에 대한 최적화 - PPC 2000의 다음 버전인 PPC 2002는 윈도우 CE 4.0 바탕으로 만들어짐 - 윈도우 CE 4.1과 윈도우 CE 4.2 - 2002년 6월 윈도우 CE 4.1 출시. 코드명 제임슨(Jameson) - 2003년 4월 23일 윈도우 CE 4.2 출시. 맥칸드릭(McKendric) - PPC와 호환성이 높다고 알려짐 - 인터넷 익스플로러 6 호환 - 미디어 플레이어 9 내장 - PPC와의 호환성 |
| 5.0  | 2004년 7월 9일 출시. 코드명 맥칼란(Macallan) - Core 버전과 Professional 버전으로 나뉨 - 미디어 플레이어 버전10 지원 - 네트워크 향상 - 다이렉트X 라이브러리 추가로 인한 엔터테인먼트 강화 - 윈도우 모바일과 같은 코드 및 라이브러리 사용 및 라이브러리 대거 추가 - 원격 데스크톱 프로토콜 지원 - 프로세스당 최대 가상 메모리 : 32MB |
| 6.0  | 2006년 9월 15일 출시. 코드명 야마자키(Yamazaki) - ARM v6 지원 - 최대 프로세스 수가 32개(5.0 기준)에서 32,768개로 증가 - Device.exe, filesys.exe, GWES.exe가 커널모드로 바뀜 - 프로세스당 최대 가상 메모리 : 2GB - 레지스트리 에디터 포함 - 캐시 관리자 기능 포함 - exFAT 포맷 지원 - 데이터 암호화 강화 |
| 7.0  | 2011년 3월 출시. - 듀얼 코어 CPU 지원(SMP, ARMv7) - DRM 기술 지원 - 윈도우 폰 7의 어도비 플래시 플레이어 10.1이 포함된 인터넷 익스플로러 7 내장 - 3GB 물리 RAM과 ARMv7 어셈블리 지원 - 개선된 터치와 제스처 인식 - 블루투스 3.0 + HS 지원 |
| 2013 | 2013년 6월 14일에 출시. - 최대 절전 모드(Snapshot Boot)를 지원한다. |

### 윈도우 모바일
윈도우 CE를 바탕으로 만들어진 모바일 장치 운영 체제이다. 윈도우 모바일 4, 5, 6, 7, 8, 8.1 이 있으며 현재는 윈도우 10 모바일 이 나와 있다. 윈도우 폰은 이전 윈도우 모바일, 윈도우 CE 운영 체제와 호환성은 없으며 디자인(메트로 UI 채용), 성능이 더 좋아졌다.
윈도우 모바일의 경우, 윈도우 CE와 일부 호환성이 있었다. 윈도우 폰 8.1 이후 윈도우 10부터는 "윈도우 10 모바일"로 명칭을 바꾸었다.
- 윈도우 모바일 6.0 후의 역사는 윈도우 폰 참조.(7.0이후 윈도우 모바일은 윈도우 폰으로 개발되고 있음.)

## 같이 보기
- 액티브싱크
- 핸드헬드 PC
- 포켓 PC
- 태블릿 PC
- 윈도우 폰
- 드림캐스트
- 윈도우 모바일